# Distretto del Tripura Occidentale
Il distretto del Tripura Occidentale è un distretto del Tripura, in India, di 1 530 531 abitanti. Il suo capoluogo è Agartala.